# Jackie Carmichael
Jackie Carmichael, né le 2 janvier 1990 à Manhattan au Kansas, est un joueur américain de basket-ball. Il évolue au poste de pivot.

## Biographie

### Carrière universitaire
Après une carrière remarquable au lycée de Manhattan (en) dans le Kansas et une année de préparation à l'école de South Kent (en) dans le Connecticut, Jackie Carmichael commence sa carrière universitaire en 2009-2010 avec les Redbirds d'Illinois State. Il devient titulaire à la mi-saison et termine l'exercice avec une moyenne de 6,8 points et 4 rebonds par match. À l'issue de la saison, il est nommé dans l'équipe des joueurs de première année de la Missouri Valley Conference (MVC).
Après s'être progressivement amélioré en deuxième et troisième année, il connait une saison senior exceptionnelle. Avec des moyennes de 17,4 points et 9,3 rebonds par match, il est nommé dans la première équipe All-MVC et dans la Lou Henson All-America Team.
Il quitte l'université d'État de l'Illinois en tant que meilleur contreur de l'histoire de l'école avec 200 contres, troisième meilleur rebondeur avec 942 rebonds et septième meilleur marqueur avec 1 580 points.

### Carrière professionnelle
Après la fin de sa carrière universitaire, il est l'un des 63 joueurs invités à participer au Draft Combine de la NBA de 2013. Après sa non-sélection à la draft, il rejoint le Heat de Miami pour la Orlando Summer League et les Mavericks de Dallas pour la Las Vegas Summer League.
Le 10 septembre 2013, il signe un contrat d'un an avec le Club Deportivo Basket Bilbao Berri qui évolue en première division espagnole. Il quitte le club au mois de décembre 2020 après seulement 6 matchs de championnat et 4 matchs d'EuroCoupe disputés. Le 31 décembre, il signe avec l'Energy de l'Iowa en NBA D-League.
Après avoir rejoint les Pacers de l'Indiana au mois de juillet 2014 pour la Summer League de la NBA, il signe un contrat d'un an le 23 juillet 2014 avec l'équipe israélienne du Maccabi Rishon LeZion. Le 11 avril 2015, il réalise sa meilleure performance de la saison en marquant 24 points à 11 sur 14 aux tirs et en réalisant cinq rebonds, trois passes décisives et trois interceptions dans une victoire écrasante 105 à 85 contre le Maccabi Tel Aviv. Il finit la saison à 12,5 points, 6,8 rebonds et 1,1 passe décisive de moyenne par match en 38 rencontres toutes compétitions confondues. Durant cette saison, il aide son équipe à atteindre la demi-finale de la ligue israélienne qu'ils perdent finalement contre l'Hapoël Jérusalem.
Au mois de juillet 2015, il signe pour une saison avec Banvit, club de première division turque. Avec le club, il atteint les quarts de finale du championnat ainsi que les huitièmes de finale de l'EuroCoupe où ils perdent finalement contre l'Olimpia Milan.
Le 18 décembre 2016, il retourne en Israël en s'engageant pour le Maccabi Ashdod pour la saison 2016-2017. Le 21 avril 2017, il réalise sa meilleure performance de la saison avec 18 points à 8 sur 11 aux tirs, six rebonds et deux passes décisives dans une victoire 85 à 70 contre le Maccabi Kiryat Gat (en).
Au mois de juillet 2017, il signe avec le club turc de Büyükçekmece. Cependant, il le quitte le 1er novembre 2017 sans avoir joué de match officiel. Il reste dans le championnat turc en rejoignant l'Uşak Sportif pour le reste de la saison. Le 13 mai 2018, il réalise un double-double en marquant 34 points soit la meilleure performance de sa carrière et en réalisant 16 rebonds, 3 passes décisives et 3 contres dans une victoire de 91 à 76 contre Trabzonspor. Il termine la saison 2017-2018 avec 13,3 points, 7,0 rebonds, 1,9 passe décisive et 1,1 contre de moyenne en 23 matchs.
Le 22 août 2018, il signe un contrat de quelques mois contenant une option d'extension jusqu'à la fin de saison avec l'équipe russe d'Avtodor Saratov,. L'option n'est pas activée et il quitte le club après seulement trois matchs le 17 octobre 2018. Neuf jours plus tard, il rejoint le Riyadi Club Beyrouth, équipe libanaise. Le 30 novembre 2018, il signe un contrat qui court jusqu'à la fin de saison avec l'UNICS Kazan mais il quitte le club le 15 mars 2019 après 6 matchs de championnat et 6 matchs d'EuroCoupe joués. Cinq jours plus tard, il rejoint le Torku Konyaspor (en) qui évolue en deuxième division turque (en).
Au mois d'août 2019, il s'engage à la JL Bourg pour la saison 2019-2020 de Jeep Élite. Il y obtient des statistiques de 10,9 points, 4,8 rebonds et 1,4 passe décisive en moyenne par match dans une saison tronquée par la pandémie de Covid-19.
À l'issue de son expérience en France, il rejoint le club bosnien du KK Igokea.
En juillet 2021, Carmichael signe un contrat d'une saison avec le KK Cedevita Olimpija, club slovène de première division.

## Clubs successifs

### Formation
- Lycée de Manhattan (en), Kansas
- École de South Kent (en), Connecticut
- Redbirds d'Illinois State, Illinois

### Professionnel
- 2013 0000 :  Bilbao Basket (Liga ACB)
- 2014 0000 :  Wolves de l'Iowa (D-League)
- 2014-2015 :  Maccabi Rishon LeZion (Ligat HaAl)
- 2015-2016 :  Bandırma BIK (Süper Ligi)
- 2016-2017 :  Maccabi Ashdod (Ligat HaAl)
- 2017-2018 :  Uşak Sportif (Süper Ligi)
- 2018 0000 :  Avtodor Saratov (VTB)
- 2018 0000 :  Riyadi Club Beyrouth (FLB)
- 2018-2019 :  UNICS Kazan (VTB)
- 2019 0000 :  Torku Konyaspor (en) (TBL (en))
- 2019-2020 :  JL Bourg (Jeep Élite)
- 2020-2021 :  Igokea Aleksandrovac (Super Liga)
- depuis 2021 :  Cedevita Olimpija (1re division)